# Jorge Eduardo Sánchez Rodríguez
Jorge Eduardo Sánchez Rodríguez (Iza, siglo XX-Pueblo Rico, 2000) fue un militar colombiano. Coronel del Ejército Nacional de Colombia.

## Biografía
Nacido en Iza (Boyacá). Hizo curso de combates como lancero y tenía 23 años de carrera militar.
Falleció en combates contra la guerrilla de las Fuerzas Armadas Revolucionarias de Colombia - Ejército del Pueblo (FARC-EP), durante el Ataque al Cerro Montezuma en Pueblo Rico (Risaralda), se desempeñaba como comandante del Batallón de Artillería Número 8 San Matero de Pereira.

## Reconocimientos
Medallas al Antonio Nariño, José María Córdova y Santa Bárbara.

## Homenajes
Batallón de Artillería de Campaña N.°4 Coronel Jorge Eduardo Sánchez Rodríguez de la Séptima División del Ejército Nacional.